# یوشیکاوا کوبونکان
یوشیکاوا کوبونکان (به ژاپنی: 吉川弘文館 よしかわこうぶんかん) یک شرکت چاپ ژاپنی است. مرکز این انتشارات در شهر توکیو می‌باشد.